# 阿坝蒿
阿坝蒿（学名：Artemisia abaensis）为菊科蒿属的植物，为中国的特有植物。分布在中国大陆的甘肃、四川、青海等地，生长于海拔2,600米至3,000米的地区，多生在湖边、沟边和路旁，目前尚未由人工引种栽培。